# Muralla de Haseki
La muralla de Haseki (en griego: Τείχος του Χασεκή, romanizado: Teichos tou Haseki) es una muralla construida alrededor de Atenas, durante la Grecia otomana, por su gobernador, Hadji Ali Haseki, en 1778. Originalmente destinado a proteger la ciudad de los ataques de los grupos albaneses musulmanes otomanos, se convirtió en un instrumento del dominio tiránico de Haseki sobre la ciudad. 

## Historia
La década de 1770 fue un periodo de anarquía y desorden en el sur de Grecia, especialmente debido a la presencia de bandas itinerantes otomano-albanesas, traídas por la Sublime Puerta para reprimir la Revolución de Orloff en la Morea otomana en 1770. En 1778, una tropa de este tipo llegó al Ática y envió emisarios a Atenas, amenazando con incendiar la ciudad si no recibían provisiones y un documento oficial que les comprometiera a vigilar la ciudad. El gobernador otomano, Hadji Ali Haseki, y la población ateniense, tanto cristiana como musulmana, decidieron enfrentarse a los albaneses sobre el terreno, ya que la ciudad no estaba fortificada, salvo la Acrópolis. En una batalla cerca de Calandri, los atenienses derrotaron a los albaneses.
Para proteger la ciudad contra un nuevo ataque, Haseki inicia inmediatamente la construcción de una nueva muralla. El trabajo no estaba aún muy avanzado cuando se acercó una segunda fuerza, mucho más numerosa, de 6000 albaneses al mando de un tal Maksut, que se dirigía a la Morea. Los turcos abandonaron entonces la ciudad y se refugiaron en la Acrópolis, mientras que Haseki permitió a los griegos ponerse a salvo en la isla de Salamina. Permanecieron allí durante 13 días, hasta que los albaneses se marcharon, tras haber recibido una gran suma de dinero como soborno.
La construcción de la muralla se reanudó con mayor vigor: no sólo Haseki reclutó a toda la población de la ciudad de forma indiscriminada, sino que él mismo participó en los trabajos, de modo que la muralla de 10 km de longitud se completó en 108 días o, según otros informes, en sólo 70 días. Muchos monumentos antiguos y medievales fueron demolidos y reutilizados como materiales de construcción (spolia) en el proceso. A continuación, Haseki presentó a los atenienses una factura de 42 500 piastras, aparentemente para los supervisores que había traído de fuera. Además, colocó guardias en las puertas, de modo que la muralla también sirvió para encarcelar prácticamente a la población de su propia ciudad.
Durante y después del asedio otomano a Atenas en 1826, la muralla quedó reducida a escombros, al igual que la mayor parte de la ciudad; sus restos fueron demolidos en 1834. 

## Descripción
La premura de la construcción dio como resultado una muralla de unos 3 metros de altura y menos de un metro de espesor, más que una verdadera fortificación. El recorrido de la muralla era el siguiente: desde el Odeón de Herodes Ático, a los pies de la Acrópolis, va hasta el Teatro de Dioniso, y luego hasta la Puerta de Adriano, cuya parte inferior está amurallada. Desde allí, el muro sigue el curso de la actual avenida Vasilíssis Amalías hasta la plaza Síntagma y luego por la calle Stadíou hasta la sede original del Banco Nacional de Grecia. Desde allí gira hacia el oeste hasta la plaza Koumoundourou, pasa por el templo Hefestión en el Areópago y llega de nuevo al Odeón de Herodes Ático.

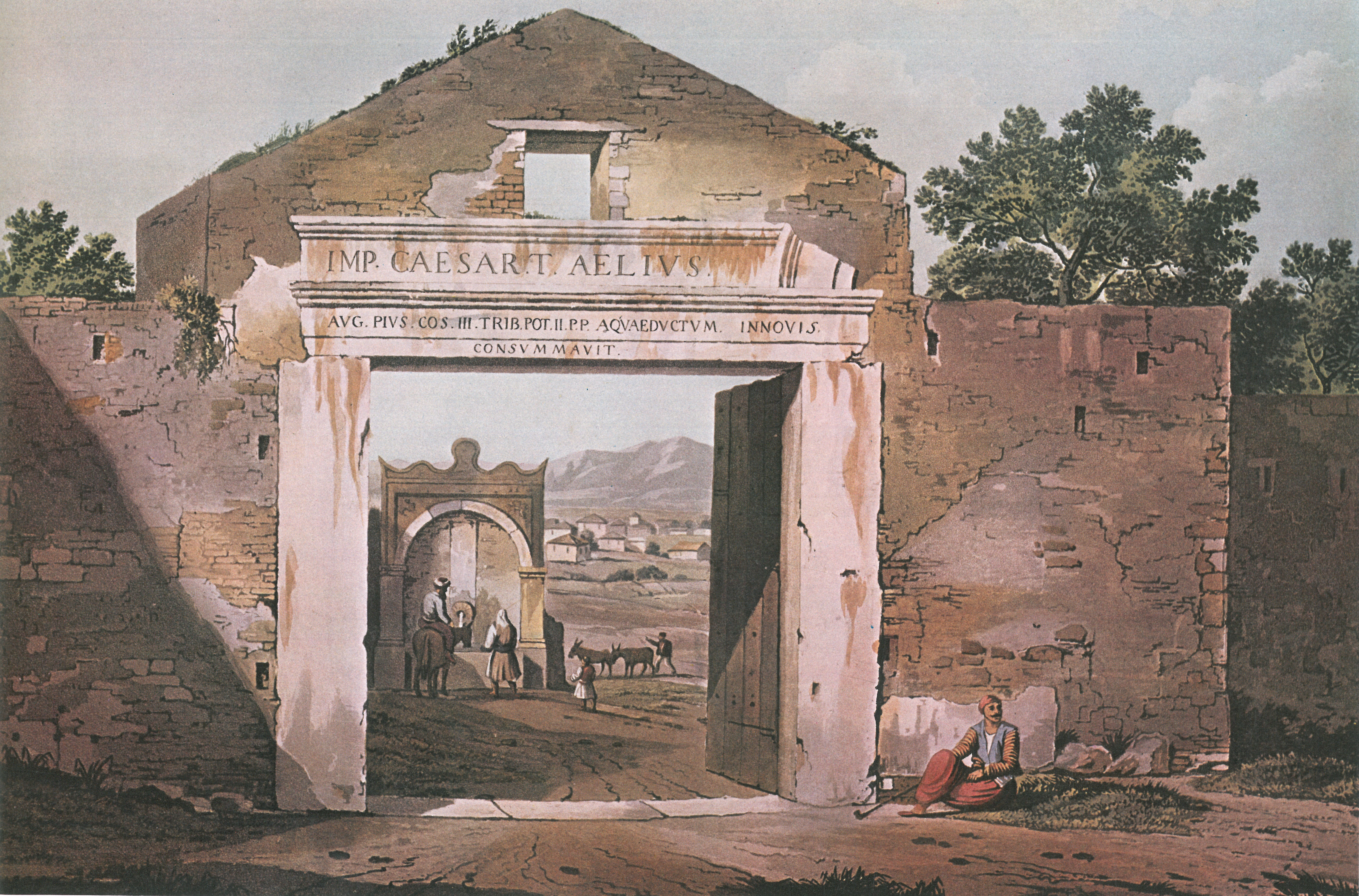
El acceso a Atenas por la puerta de Boubounístra con la fuente epónima al fondo, pintada por Edward Dodwell. Los spolias del acueducto de Adriano son visibles.

El recinto contaba con siete puertas:
- La Puerta del Castillo (Πόρτα του Κάστρου) o Puerta de Karábaba (Πόρτα του Καράμπαμπα) antes de la Acrópolis, que conducía al cementerio musulmán fuera de la muralla (de ahí también el nombre de Puerta de la Tumba - Πόρτα των Μνημάτων). Se utilizaba muy poco.
- La Puerta de Mandravíli (Πόρτα του Μαντραβίλη), que lleva el nombre de una familia local, también es conocida como la puerta de Drákos (Πόρτα του Δράκου, Δρακόπορτα) y la puerta del León (en turco: Aslan Kapısı), entre el Hefesteión y la colina Pnyx, que conduce a El Pireo.
- La Puerta de Morea (Mora Kapısı) o Puerta de los Gitanos (Γύφτικη Πόρτα) en la zona del Cerámico, llamada así por los herreros gitanos locales.
- La Puerta de Menidi (Μενιδιάτικη Πόρτα) en la actual calle Aiolou, también conocida como la Puerta de los Santos Apóstoles (Πύλη Αγίων Αποστόλων) por la cercana Iglesia de los Santos Apóstoles de Atenas, que data de la época bizantina; como conducía a Eubea, era conocida en turco: turco como la Puerta de Eubea (Eğriboz Kapısı).
- La Puerta de Mesogea (Μεσογείτικη Πόρτα, en turco: Mesoya Kapısı), o Boubounístra (Μπουμπουνίστρα), por el sonido apresurado de una fuente local, en la calle Othonos.
- La Puerta de los Arvanitas (Αρβανίτικη Πόρτα), en el distrito de Plaka, habitado mayoritariamente por arvanitas; también era conocida como la Puerta de las Tres Torres (Πόρτα των Τριών Πύργων), y conducía a Falero y al cabo Sunio.